# Designated Survivor: 60 Days
Designated Survivor: 60 Days (coreano: 60일, 지정생존자) é uma telenovela sul-coreana de 2019 baseada na série de televisão americana Designated Survivor.   É estrelado por Ji Jin-hee, Heo Joon-ho, Kang Han-na, Lee Joon-hyuk e Bae Jong-ok .  A série foi ao ar na tvN e Netflix de 1 de julho a 20 de agosto de 2019.  

## Sinopse
Park Mu-jin (Ji Jin-hee) é o Ministro do Meio Ambiente que tem pouca ambição como político. Um dia, uma explosão ocorre durante uma reunião oficial no prédio da Assembléia Nacional, matando muitos dos oficiais de alto escalão presentes, incluindo o Presidente. Como Park Mu-jin é o oficial do governo mais alto deixado vivo, ele se torna o presidente interino relutante por sessenta dias. Enquanto persegue as pessoas responsáveis pela explosão, ele cresce como líder nacional. 

## Elenco

### Principal
- Ji Jin-hee como Park Mu-jin, Presidente Interino da República da Coreia, ex-Ministro do Meio Ambiente e professor de química do KAIST. Ele é o equivalente a Tom Kirkman da versão americana.
- Heo Joon-ho como Han Joo-seung, Secretário Presidente Presidencial
- Kang Han-na como Han Na-kyung, analista da Força-Tarefa de Terrorismo do SNI. Ela é o equivalente a Hannah Wells da versão americana.
- Lee Joon-hyuk como Oh Yeong-seok, ex-tenente da Marinha da ROK e membro independente da Assembléia Nacional . Ele é o equivalente ao congressista Peter MacLeish da versão americana.
- Bae Jong-ok como Yoon Chan-kyung, líder do Partido Republicano Seonjin da oposição. Ela é o equivalente a Kimble Hookstratten da versão americana.

### Recorrente

#### Família Park
- Kim Gyu-ri como Choi Kang-yeon, primeira-dama da Coreia do Sul, esposa de Park Mu-jin e advogada de direitos humanos. Ela é o equivalente a Alex Kirkman da versão americana.
- Nam Woo-hyun como Park Si-wan, filho adolescente de Park Mu-jin. Ele é o equivalente a Leo Kirkman da versão americana.
- Ok Ye-rin como Park Si-jin, filha de Park Mu-jin. Ela é o equivalente a Penny Kirkman da versão americana.

#### Casa Azul
- Filho Seok-koo como Cha Young-jin, Administrador Sênior do Escritório Presidencial. Ele é o equivalente a Aaron Shore na versão americana.
- Choi Yoon-young como Jung Soo-jung, secretário de Park Mu-jin. Ela é o equivalente a Emily Rhodes na versão americana.
- Lee Moo-seang como Kim Nam-wook, Administrador do Escritório Presidencial e mais tarde Secretário Interino de Imprensa, ex-desertor da Coreia do Norte. Ele é o equivalente a Seth Wright da versão americana.
- Kong Jung-hwan como Kang Dae-han, agente presidencial de serviços de segurança . Ele é o equivalente a Mike Ritter da versão americana.
- Lee Do-yub como Se-young, Chefe de Assuntos Civis
- Baek Hyun-joo como Min Hee-kyung, Secretário Presidencial
- Park Keun-rok como Park Soo-kyo, Administrador do Escritório Presidencial
- Park Choong-sun como Ko Young-mok, Diretor do Escritório de Segurança Nacional

#### Serviço Nacional de Inteligência
- Kim Joo-hun como Jung Han-mo, Chefe da Força-Tarefa de Terrorismo do NIS. Ele é o equivalente a Jason Atwood da versão americana.
- Jeon Sung-woo como Seo Ji-won, especialista cibernético da Força-Tarefa de Terrorismo do NIS . Ele é o equivalente a Chuck Russink da versão americana.
- Kim Jin-geun como Ji Yoon-bae, vice-diretor do NIS.
- Lee Ha-Yul como Kim Jun Oh, agente do NIS

#### Exército da República da Coreia
- Choi Jae-sung como General Lee Gwan-mook, Presidente do Estado - Maior Conjunto e Diretor-Chefe do Quartel-General de Defesa
- Lee Ki-young como General Eun Hee-jung, Chefe do Estado Maior do Exército da República da Coreia

#### Candidatos presidenciais
- Ahn Nae-sang como Kang Sang-goo, ex-prefeito de Seul por três mandatos. Ele é o equivalente e composto do governador James Royce e do presidente Cornelius Moss da versão americana.

#### Estação TBN
- Choi Jin-ho como Kim Dan, diretor de estação
- Oh Hye-ganhou como Woo Sin-young, jornalista. Ela é o equivalente e composto de Elizabeth Vargas, Lisa Jordan e Abe Leonard da versão americana.

#### Aparições especiais
- Kim Kap-soo como Yang Jin-man, o falecido presidente da República da Coreia (episódio 1) Ele é o equivalente do presidente Robert Richmond da versão americana.
- Park Hoon como Major Jang (episódio 6)